# Andrei Patache
Andrei Alexandru Patache (Botoșani, 29 ottobre 1987) è un allenatore di calcio ed ex calciatore rumeno, di ruolo difensore, vice-allenatore del Botoșani.

## Carriera
Ha giocato nella massima serie rumena.

## Palmarès

### Club

#### Competizioni nazionali
- Liga II: 1

Botoșani: 2012-2013